# Chiesa di Sant'Andrea (Pagnona)
La chiesa di Sant'Andrea è la parrocchiale di Pagnona, in provincia di Lecco e arcidiocesi di Milano; fa parte del decanato di Primaluna. È intitolata ad Andrea apostolo.

## Storia e descrizione
L'edificio fu eretto intorno al 1200 ai margini del borgo. Si trattava di una piccola chiesetta con l'aula lunga 11 metri e larga circa 7, ma comunque sufficientemente capiente per il numero di fedeli dell'epoca. Fu consacrata solo nel 1566 da Carlo Borromeo, quando ancora non era completa di tutte le sue parti: erano infatti assenti il battistero, il tabernacolo e il campanile, realizzato un secolo dopo, nel 1665. Fino ad allora le campane erano poste su piccoli pilastri. Durante questa visita pastorale l'arcivescovo, in seguito canonizzato, lasciò a Pagnona il suo piviale, ancora oggi qui conservato.
La sacrestia risale al 1763, mentre l'attuale altare, di stile barocco, fu posizionato nel 1770 e in parte rifatto nel 1953. Risalgono al 1831 le prime informazioni certe sulle campane: erano tre, ma due di queste furono consegnate al Regno d'Italia per la produzione bellica della seconda guerra mondiale. Vennero in seguito restituite, ma una fu riconsegnata in pezzi: si cercò dunque di rifonderla, ma senza successo. Le attuali cinque campane furono fuse dalla ditta Achille Mazzola di Valduggia e consacrate il 27 agosto 1956 dall'arcivescovo di Iconio Sergio Pignedoli. Il 12 dicembre 1902 fu introdotto per la prima volta un impianto di illuminazione a energia elettrica. L'organo fu inaugurato il 24 dicembre 1927 in seguito alla donazione da parte del parroco don Giuseppe Rattini.
Sulla sinistra, guardando verso l'altare, si trova l'altare di San Carlo con una pala d'altare raffigurante la Madonna col Bambino e i santi Carlo, Giovanni Battista e Ambrogio, un reggicandelabro ligneo con angeli di epoca secentesca e un paliotto in cuoio realizzato nel 1752 da Giovanni Battista Tagliaferra. Sulla parete sinistra della chiesa è presente una tela secentesca con Santa Lucia con offerente, mentre nella lunetta sono raffigurati la Madonna col Bambino e i santi Rocco e Sebastiano. Il 19 settembre 1954 il vescovo missionario Mario Civelli consacrò nuovamente la chiesa e l'altare, che, come già accennato, fu rimaneggiato l'anno precedente.